# Operation RJaN
Operation RJaN (russisk: Ракетно-Ядерное Нападение, tr. Raketno-Jadernoje Napadenije; "atommissilangreb") var en omfattende sovjetisk efterretningsoperation, der løb fra 1981 til 1984. Bag operationen stod KGB-chefen Jurij Andropov og forsvarsminister Dmitrij Ustinov, der nærede en frygt for et vestligt angreb og derfor brugte store ressourcer på at finde beviser på planlægningen af et sådant angreb.
KGB-officeren Oleg Gordievskij, der i al hemmelighed arbejdede for MI6, har berettet, hvordan KGB blev beordret til at overvåge tapning af bloddonorer i Storbritannien, da Andropov mente, at man derved ville kunne afsløre et angreb. Agenterne skulle også overvåge, hvornår der var lys i vinduerne i forsvarsministeriet.
Operationen blev aflyst, efter at både Andropov og Ustinov døde midt i 1980'erne.